# Alapaha
La rivière Alapaha ((en) Alapaha River) est une rivière des États-Unis longue de 306 kilomètres qui se jette dans le fleuve Suwannee, qui lui-même se jette dans le golfe du Mexique.

## Parcours
La rivière Alapaha naît au sud-est du comté de Dooly, Géorgie et coule généralement vers le sud à travers ou le long des frontières des comtés de Crisp, Wilcox, Turner, Ben Hill, Irwin, Tift, Berrien, Atkinson, Lanier, Lowndes et Echols en Géorgie et Hamilton en Floride où elle se jette dans le fleuve Suwannee à environ 16 kilomètres au sud-ouest de Jasper. Les villes de Rebecca, Alapaha, Willacoochee, Lakeland et Statenville se trouvent sur les rives de la rivière.